# Яман-Иол-Шейх-Эли
Яма́н-Иол-Шейх-Эли́ (укр. Яман-Йол-Шейх-Елі, крымскотат. Yaman Yol Şeyh Eli, Яман Ёл Шейх Эли) — исчезнувшее село в Белогорском районе Республики Крым, располагавшееся напротив села Зыбины. Сейчас северо-восточная часть села на правом берегу Биюк-Карасу.

## История
Первое документальное упоминание села встречается, видимо, в Камеральном Описании Крыма… 1784 года, судя по которому, в последний период Крымского ханства Шейхели входил в Карасубазарский кадылык Карасубазарского каймаканства. После присоединения Крыма к России (8) 19 апреля 1783 года, (8) 19 февраля 1784 года, именным указом Екатерины II сенату, на территории бывшего Крымского Ханства была образована Таврическая область и деревня была приписана к Симферопольскому уезду. После Павловских реформ, с 1796 по 1802 год, входила в Акмечетский уезд Новороссийской губернии. По новому административному делению, после создания 8 (20) октября 1802 года Таврической губернии, Яман-Иол-Шейх-Эли был включён в состав Табулдинской волости Симферопольского уезда.
По Ведомости о всех селениях в Симферопольском уезде состоящих с показанием в которой волости сколько числом дворов и душ… от 9 октября 1805 года в деревне Ямак-Иол-Шейх Табулдынской волости числилось 26 дворов и 128 жителей, исключительно крымских татар. На военно-топографической карте генерал-майора Мухина 1817 года обозначена деревня Ямак-Иол-Шейх как Шик-Але со 108 дворами. После реформы волостного деления 1829 года деревню Яман иол шеих Эли, согласно «Ведомости о казённых волостях Таврической губернии 1829 года», отнесли к Айтуганской волости (преобразованной из Табулдынской). На карте 1836 года в деревне 15 дворов. Затем, видимо, в результате эмиграции крымских татар, деревня заметно опустела и на карте 1842 года Яман-Иол-Шейх-Эли обозначен условным знаком «малая деревня», то есть, менее 5 дворов.
В 1860-х годах, после земской реформы Александра II, деревню приписали к Зуйской волости. В «Списке населённых мест Таврической губернии по сведениям 1864 года», составленном по результатам VIII ревизии 1864 года, Яман-Эль-Шейх-Эли — владельческая татарская деревня с 9 дворами, 36 жителями и 2 мечетями при речке Большой Карасу. По обследованиям профессора А. Н. Козловского начала 1860-х годов, жители селения «пользовались водой реки Карасовки и его притоков». На трёхверстовой карте Шуберта 1865—1876 года в деревне обозначено 18 дворов. В «Памятной книге Таврической губернии 1889 года» по результатам Х ревизии 1887 года записан Яман Иол Шейх Эли с 26 дворами и 142 жителями
После земской реформы 1890 года Яман-иол-Шейх-Эли отнесли к возрождённой Табулдинской волости. На подробной военно-топографической карте 1892 года в Яман-Иол-Шейх-Эли обозначены 26 дворов с татарским населением. Согласно «…Памятной книжке Таврической губернии на 1892 год», в деревне Яман-Иол-Шейх-Эли, входившей в Айтуганское сельское общество, числилось 37 жителей в 6 домохозяйствах, все безземельные. На 1914 год в селении действовала земская школа. По Статистическому справочнику Таврической губернии. Ч.II-я. Статистический очерк, выпуск шестой Симферопольский уезд, 1915 год, в деревне Яман-Иол-Шейх-Эли (братьев Челебиевых) Табулдинской волости Симферопольского уезда числилось 8 дворов со смешанным населением в количестве 24 человек приписных жителей и 12 — «посторонних», из которых 27 мужчин и 9 женщин. 6 дворов были безземельные, у двоих числилось 62 десятины удобной земли. В хозяйствах имелось 18 лошадей, 16 волов, 10 коров и 300 голов мелкого скота. На одноимённом хуторе (братьев Сеитов) — 3 двора с татарским населением: 5 приписных и 20 «посторонних», на ещё двух населения не было.
После установления в Крыму Советской власти, по постановлению Крымревкома от 8 января 1921 года была упразднена волостная система и село вошло в состав вновь созданного Карасубазарского района Симферопольского уезда, а в 1922 году уезды получили название округов. 11 октября 1923 года, согласно постановлению ВЦИК, в административное деление Крымской АССР были внесены изменения, в результате которых округа ликвидировались, Карасубазарский район стал самостоятельной административной единицей и село включили в его состав. Согласно Списку населённых пунктов Крымской АССР по Всесоюзной переписи 17 декабря 1926 года, в селе Яман-Иол-Шейх-Эли, Тайганского сельсовета Карасубазарского района, числилось 15 дворов, все крестьянские, население составляло 110 человек, из них 48 русских, 38 татар, 13 немцев, 1 грек, 1 болгарин, 1 записан в графе «прочие». В последний раз в доступных источниках Мен-Иол-Шейх-Эли встречается на карте 1936 года, а на карте 1942 года уже не обозначено.

### Динамика численности населения
| - 1805 год — 128 чел. - 1864 год — 36 чел. - 1889 год — 142 чел. | - 1892 год — 37 чел. - 1915 год — 29/32 чел. - 1926 год — 110 чел. |